# Saint-Mamet
 Saint-Mamet  là một xã ở tỉnh Haute-Garonne vùng Occitanie tây nam nước Pháp. Xã Saint-Mamet nằm ở khu vực có độ cao 645 mét trên mực nước biển.